# San Silvestre de Guzmán
San Silvestre de Guzmán község Spanyolországban, Huelva tartományban. San Silvestre de Guzmán Ayamonte, Sanlúcar de Guadiana és Alcoutim községekkel határos. Lakosainak száma 644 fő (2024).

## Népesség
A település népessége az utóbbi években az alábbiak szerint változott:
| Lakosok száma | 668  | 627  | 662  | 747  | 731  | 692  | 604  | 623  | 653  | 644  |
|               | 2001 | 2004 | 2006 | 2009 | 2011 | 2014 | 2016 | 2019 | 2021 | 2024 |